# RCCラジオ・チャリティ・ミュージックソン
『RCCラジオ・チャリティ・ミュージックソン』は、中国放送（RCCラジオ）で毎年12月24日から12月25日にわたって放送されるチャリティーラジオ番組である。ニッポン放送が制作する「ラジオ・チャリティ・ミュージックソン」の広島ローカル版（企画ネット番組）である。

## 概要
1986年からニッポン放送のミュージックソンには和歌山放送とラジオ沖縄が参加して以来22年間にわたって9つの放送局で展開していて、それ以降新たに参加する放送局がなかったが、2008年より22年ぶりに新たにRCCがミュージックソンに参加した。RCCがこのミュージックソンに参加する際、先行してミュージックソンに参加しているKBCラジオ（九州朝日放送）に事前訪問を行い、募金のキャンペーンの展開や24時間の特別番組の運営について、研究を行い、準備を進めた経緯がある。
ただし、2008年の場合、メインパーソナリティはリレー形式（RCCアナウンサーの本名正憲・青山高治・横山雄二）で放送したが、2009年からはメインパーソナリティを一本に絞って放送している。パーソナリティは毎年10月の改編時に発行されるラジオのタイムテーブルの紙面上で発表される。また、深夜帯も原則的に自社制作番組としている。
2008年から2011年までのテーマ曲は森本ケンタ作詞・作曲による「結」だったが、2012年以降はYASSが作曲し、横山雄二が作詞を担当した「メロディ」がテーマ曲として流れる。同曲はその後番組パーソナリティやアナウンサーによって録音されたバージョンが制作されて放送日近くの各番組内やスポットCMで流れる他、当番組内でもパーソナリティやアナウンサーが公開放送の観客と共にオープニング・エンディングで大合唱するのが恒例である（2020年は公開放送が無いため録音バージョンを放送）。なお、2024年12月20日（予定）にRCC WEB SHOPにおいて、『メロディ』が1600枚限定でCDが販売されると共に、2023年のRCCのミュージックソンでリスナーに対して送った『君はロックスター』もこのCDに収録される。このCDの収益の10%をミュージックソンの募金に充当される。
募金活動が開始される11月1日（1日が土日の場合は窓口が休業するため、その後の月曜日に実施）には募金受付を行う広島銀行などをメイン出演者であるアナウンサーが訪れて協力の依頼と募金箱を贈呈する「開始式」が毎年行われる。この模様は『平成ラヂオバラエティごぜん様さま』の番組内でも中継される。

## 出演者

### パーソナリティ一覧
| 回 | 放送年 | 総合司会・進行担当アナウンサー             | テーマ                                         | 特記事項                   |
| -- | ------ | ------------------------------------------ | ---------------------------------------------- | -------------------------- |
| 1  | 2008年 | リレー形式（本名正憲・青山高治・横山雄二） |                                                |                            |
| 2  | 2009年 | アンガールズ                               |                                                |                            |
| 3  | 2010年 | 青山高治                                   |                                                | 24時間ゲストにまなみのりさ |
| 4  | 2011年 | 横山雄二                                   |                                                |                            |
| 5  | 2012年 | 横山雄二 泉水はる佳                        |                                                |                            |
| 6  | 2013年 | 横山雄二                                   |                                                |                            |
| 7  | 2014年 | 泉水はる佳                                 |                                                |                            |
| 8  | 2015年 | 河村綾奈 中根夕希                          |                                                |                            |
| 9  | 2016年 | 泉水はる佳 河村綾奈 中根夕希               | 言えなかったありがとう                         |                            |
| 10 | 2017年 | 横山雄二                                   | 家族にありがとう                               |                            |
| 11 | 2018年 | 横山雄二                                   | 優しい気持ちで、支え合う                       |                            |
| 12 | 2019年 | 渕上沙紀                                   | 小さな助け合い。今、私たちにできること         |                            |
| 13 | 2020年 | 本名正憲 横山雄二                          | つらい時こそ、音楽!こんな時だからこそ、笑おう! |                            |
| 14 | 2021年 | 横山雄二 石橋真                            | 今こそエール！                                 |                            |
| 15 | 2022年 | 河村綾奈                                   | 会えば、始まるね!                              |                            |
| 16 | 2023年 | 唐澤恋花                                   | いま、笑顔が集まるとき                         |                            |
| 17 | 2024年 | 横山雄二 松本裕見子 藤田弘之               | この街で、あなたと過ごしたい                   |                            |

## 例年の放送内容
メイン会場をゆめタウン広島1階のウエストコートとしてこの会場を中心に生放送を展開する。メインMCは原則この場所から放送し、唯一の全国ネットパートとなる「声の握手」もここから中継される。近年の「声の握手」では、ニッポン放送側のパーソナリティーが太田光から託された横山に向けたメモを読み上げるのが恒例となっている（平成ラヂオバラエティごぜん様さま#「太田光被害者の会」を参照）。それ以外でも県内各地（主にゆめタウン呉・LECTなど）にパーソナリティやラジオカーレポーターを派遣し随時中継を結ぶ。2020年に関しては新型コロナウイルス感染症の影響により、「3密」になりやすい従来の公開放送が不可能になるため、ゆめタウンでの放送は取りやめて24時間を通してRCC本社のラジオスタジオからの放送となり、CMや音楽を削除したスタジオのマイクのみの音声とサブ側から見た風景を取るライブカメラの映像がRCCのラジオ用YouTubeアカウントと自社の配信サービス「RCC PLAY!」で生配信された。そのかわり、24日の14時台から16時台はイズミが「ゆめタウン・ゆめマート」名義で一社提供し、その時間帯のみタイトルも「ゆめタウン・ゆめマートPresents （RCC）ラジオ・チャリティ・ミュージックソン」（16時台は後述する事由から局名が外された）とスポンサー名を冠したタイトルになった。24日の16時台は同じくイズミを共通スポンサー、沖縄を除く西日本のミュージックソン参加局の共同制作として、RCCと福岡・KBC、香川・RNCの3局同時放送を行った。キー局はイズミの本社所在地が広島である事からRCCが担当し、その年のメインパーソナリティであった本名と横山が進行役を務めた。
会場の入れ替えなどの時間帯、また閉店時間中は本社からの放送となり、夜間はRCC本社ロビーから公開生放送でアーティストや『ごぜん様さま』パーソナリティによる生ライブが行われる。このライブは21時を境にした2部構成で、1部は『バリシャキNOW』をベースとした内容、30分の中断を挟んだ21時半過ぎからの第2部は『平成ラヂオバラエティごぜん様さま』をベースとした内容になっている。2020年はロビーでの放送を行わずライブも21時までに縮小。第1スタジオとアーティストがいる第3スタジオを中継で結ぶ体制がとられた。
ライブ終了後の25時からの深夜企画は本社第2スタジオに場所を移して自社制作の生放送を行う。2015年度以降はライブの第2部に引き続き『ごぜん様さま』をベースとした『まよなか様さま』が恒例番組となっている。『まよなか様さま』は27時を境にした2部構成で、通常の『オールナイトニッポン』にあたる25・26時台は『ごぜん様さま』の火 - 金パーソナリティである、上記メインMCを含むアナウンサー陣によるチャリティーオークション、『走れ!歌謡曲』にあたる27・28時台は、上記メインMCが残って毎年異なる企画を行う。2020年・2021年は前述の新型コロナウイルスの感染拡大の影響もあり、社員の深夜勤務も縮小する関係上自社制作を行わず、ライブの第2部と25・26時台の内容を統合して21時から25時の4時間枠で放送した。従来の枠は『オールナイトニッポン ラジオ・チャリティ・ミュージックソン』を朝5時まで編成した。この時のRCCラジオで27・28時台のネットをニッポン放送から行うのは非常に稀な事例であった。2022年は『まよなか様さま』はそのままに25・26時台も河村・中根が居残りで『音楽夜話』を行うこととなり、『オールナイトニッポン』のネット受けは27・28時台へと縮小した。
2日目の朝は本社第1スタジオより、7時からおおむね10時台中盤まで『朝の情報と音楽』と題して放送され、『本名正憲のおはようラジオ』をベースとしたニュース天気交通情報といった朝の情報と音楽を中心とした編成となる。2019年までは『おはようラジオ』と異なり女性アナウンサーがサブとして加わる体制がとられていた（2020年は通常時と同じく本名が単独で進行）。終盤は再びゆめタウン広島のメイン会場から公開生放送に戻る。
宣伝上では「24時間生放送」と銘打っているが、実際は平日夕方の17:00 - 17:46、夜のライブ1部と2部の間の冒頭15分（後半の15分は本社スタジオから。2020年は18:45からに繰り上げ）、朝5 - 6時台はNRN・JRNのネット番組を優先する兼ね合いから番組は中断されるため、実際にRCCから放送される時間は21時間しかない状態となっている。加えて、2020年・2021年は前述した事情から深夜の放送もなくなったためさらに17時間へ縮小された。
一方、競艇の賞金王決定戦競走（ボートレースグランプリ）と本番組が重なった場合は、本番組の放送を優先し、競艇中継についてはプロ野球中継との重複時同様にFMちゅーピーで代替放送を行う。
2024年からはTBSラジオ制作で月 - 木曜日の12:00 - 14:00にネットしている『ジェーン・スー 生活は踊る』の12月24日の放送が臨時にネット返上される。ただし、12:55からのローカル枠で放送している『RCC NEWS』は当番組に挿入して放送。

### 2020年放送分番組表
| 時                                            | 12月24日（木）                                                                                                  | 12月25日（金）                                                      |
| --------------------------------------------- | --- | ------------------------------------------------------------------- |
| 5                                             | 5:00 - 11:39 通常番組                                                                                           | 5:00 心のともしび                                                   |
| 5                                             | 5:00 - 11:39 通常番組                                                                                           | 5:05 世の光                                                         |
| 5                                             | 5:00 - 11:39 通常番組                                                                                           | 5:10 いいものテンミニッツ                                           |
| 5                                             | 5:00 - 11:39 通常番組                                                                                           | 5:20 聖教新聞ラジオライブラリー「新・人間革命」                     |
| 5                                             | 5:00 - 11:39 通常番組                                                                                           | 5:30 生島ヒロシのおはよう一直線                                     |
| 6                                             | 5:00 - 11:39 通常番組                                                                                           |                                                                     |
| 6:30 ジャパネットたかた朝のラジオショッピング | 5:00 - 11:39 通常番組                                                                                           |                                                                     |
| 6:36 天気予報                                 | 5:00 - 11:39 通常番組                                                                                           |                                                                     |
| 6:38 ENEOSプレゼンツ あさナビ                 | 5:00 - 11:39 通常番組                                                                                           |                                                                     |
| 6:45 歌のない歌謡曲                           | 5:00 - 11:39 通常番組                                                                                           |                                                                     |
| 7                                             | 5:00 - 11:39 通常番組                                                                                           | 7:00 本名正憲のおはようラジオ                                       |
| 8                                             | 5:00 - 11:39 通常番組                                                                                           | 7:00 本名正憲のおはようラジオ                                       |
| 9                                             | 5:00 - 11:39 通常番組                                                                                           | 9:00 RCCラジオチャリティミュージックソン（STU48のちりめんパーティ） |
| 10                                            | 5:00 - 11:39 通常番組                                                                                           | 10:00 RCCラジオチャリティミュージックソン（フィナーレ）             |
| 11                                            | 5:00 - 11:39 通常番組                                                                                           | 10:00 RCCラジオチャリティミュージックソン（フィナーレ）             |
| 11:39 スポーツ伝説                            | | 10:00 RCCラジオチャリティミュージックソン（フィナーレ）             |
| 11:46 氷川きよし節                            | | 10:00 RCCラジオチャリティミュージックソン（フィナーレ）             |
| 11:55 サウンドセレクション                    | | 10:00 RCCラジオチャリティミュージックソン（フィナーレ）             |
| 12                                            | 12:00 RCCラジオ・チャリティー・ミュージックソン（オープニング）                                                 | 12:00 軽マーケット新沢亮二の釣りラジオ                              |
| 13                                            | 12:00 RCCラジオ・チャリティー・ミュージックソン（オープニング）                                                 | 12:05 おひるーなフライデー ひるうたマガジン                         |
| 14                                            | 14:00 RCCラジオチャリティミュージックソン（伊藤文・田村友里・渕上沙紀のRCCスタジオにいらっしゃい）              | 12:05 おひるーなフライデー ひるうたマガジン                         |
| 15                                            | 14:00 RCCラジオチャリティミュージックソン（伊藤文・田村友里・渕上沙紀のRCCスタジオにいらっしゃい）              | 12:05 おひるーなフライデー ひるうたマガジン                         |
| 16                                            | 16:00 RCCラジオチャリティミュージックソン（RCC/KBC/RNC3局合同特別番組）                                         | 12:05 おひるーなフライデー ひるうたマガジン                         |
| 16                                            | 16:00 RCCラジオチャリティミュージックソン（RCC/KBC/RNC3局合同特別番組）                                         | 16:55以降 通常番組                                                  |
| 17                                            | 17:00 ニュース・パレード                                                                                        |                                                                     |
| 17                                            | 17:15 全日本トラック協会presents ドライバーズ・リクエスト                                                       |                                                                     |
| 17                                            | 17:25 交通情報・天気予報                                                                                        |                                                                     |
| 17                                            | 17:30 ネットワークトゥデイ～ネットワークフラッシュ                                                              |                                                                     |
| 17                                            | 17:46 RCCラジオチャリティミュージックソン（ライブ ハートあい&天気）                                             |                                                                     |
| 18                                            | 18:45 ココロのオンガク 〜music for you〜                                                                        |                                                                     |
| 19                                            | 19:00 RCCラジオチャリティミュージックソン（ライブ 音楽は平和を運ぶ 佐々木リョウ）                               |                                                                     |
| 20                                            | 19:00 RCCラジオチャリティミュージックソン（ライブ 音楽は平和を運ぶ 佐々木リョウ）                               |                                                                     |
| 21                                            | 21:00 RCCラジオチャリティミュージックソン（ごぜん様さま チャリティーオークション）                              |                                                                     |
| 22                                            | 21:00 RCCラジオチャリティミュージックソン（ごぜん様さま チャリティーオークション）                              |                                                                     |
| 23                                            | 21:00 RCCラジオチャリティミュージックソン（ごぜん様さま チャリティーオークション）                              |                                                                     |
| 0                                             | 21:00 RCCラジオチャリティミュージックソン（ごぜん様さま チャリティーオークション）                              |                                                                     |
| 1                                             | 1:00 Kis-My-Ft2・SixTONESのオールナイトニッポン ラジオチャリティミュージックソンSP（ニッポン放送ネット）        |                                                                     |
| 2                                             | 1:00 Kis-My-Ft2・SixTONESのオールナイトニッポン ラジオチャリティミュージックソンSP（ニッポン放送ネット）        |                                                                     |
| 3                                             | 3:00 Kis-My-Ft2・SixTONESのオールナイトニッポン0(ZERO) ラジオチャリティミュージックソンSP（ニッポン放送ネット） |                                                                     |
| 4                                             | 3:00 Kis-My-Ft2・SixTONESのオールナイトニッポン0(ZERO) ラジオチャリティミュージックソンSP（ニッポン放送ネット） |                                                                     |

### 2022年放送分番組表
| 時 | 12月24日（土） | 12月25日（日） |
| -- | --- | --- |
| 5  | 5:00 心のともしび 05 世の光 10 演歌あさ一番 15 信仰の時間 25 ドクターごとうの熱血訪問クリニック 35 一万年堂の出版の時間 50 いいものテンミニッツ！ | 5:00 亀渕昭信のお宝POPS 5:15 Buy Now 30 おはよう!ニッポン全国消防団 5:40 熊木杏里 夢のある喫茶店                                                      |
| 6  | 6:00 土曜朝６時、木梨の会。 | 6:00 旬！SHUN！ピックアップ 15 お天気小噺、空によりけり（再放送） 6:20 納得！お得！！ラジオショッピング 6:35 天理教の時間 6:50 週刊！なるほどニッポン |
| 7  | 7:00 岡佳奈の週末ナチュラリスト | 7:00 RCCラジオチャリティミュージックソン（2日目オープニング）                                                                                         |
| 8  | 7:00 岡佳奈の週末ナチュラリスト | 8:00 RCCラジオチャリティミュージックソン（本名正憲出演） 9:55 RCC NEWS                                                                                |
| 9  | 7:00 岡佳奈の週末ナチュラリスト | 8:00 RCCラジオチャリティミュージックソン（本名正憲出演） 9:55 RCC NEWS                                                                                |
| 10 | 10:55 RCC NEWS | 10:00 RCCラジオチャリティミュージックソン（フィナーレ）                                                                                               |
| 11 | 11:00 ヒロマツサタデー・ピットイン 30 柳沼淳子のちょっと小耳に 45 わくわくお届け便                                                                | 10:00 RCCラジオチャリティミュージックソン（フィナーレ）                                                                                               |
| 12 | 12:00 RCCラジオチャリティミュージックソン（メンバー/パーパー）                                                                                    | 12:00 川上政行と葉山さつきのこんな二人でごめんなさい! 30 Alice Hiroshima Fun♪Radio! 55 RCC NEWS                                                       |
| 13 | 12:00 RCCラジオチャリティミュージックソン（メンバー/パーパー）                                                                                    | 13:00 マツダミュージックドライブ 30 録音風物誌 40 高橋一清 あの人・あの言葉 50 今旬！いいもの百貨店                                                   |
| 14 | 12:00 RCCラジオチャリティミュージックソン（メンバー/パーパー）                                                                                    | 14:00 松本裕見子のDear WOMAN 30 新里カオリのうららかのたね                                                                                            |
| 15 | 12:00 RCCラジオチャリティミュージックソン（メンバー/パーパー）                                                                                    | 15:00 GOGO競馬サンデー! |
| 16 | 12:00 RCCラジオチャリティミュージックソン（メンバー/パーパー）                                                                                    | 16:00 さいねいレストラン 30 ダイソーPresents 3時のヒロイン プチプラに恋してる 45 健やかインフォメーション                                             |
| 17 | 17:00 RCCラジオチャリティミュージックソン（ごぜん様さまメンバー/Mebius/藤江潤士）                                                                 | 17:00 田口麻衣noみみコミ（日・夕） 15 イマドキショッピング 30 WE LOVE HIROSHIMA 50 いいものテンミニッツ                                               |
| 18 | 18:00 RCCラジオチャリティミュージックソン（バリシャキNOWメンバー）                                                                                | 18:00 佐藤竹善 from Like Tallking「レコード部屋」 30 ザ・ギース尾関高文とOCHA NORMA広本瑠璃の年の差ラジオ                                             |
| 19 | 18:00 RCCラジオチャリティミュージックソン（バリシャキNOWメンバー）                                                                                | 19:00 今晩は 吉永小百合です 30 Sky presents 中村七之助のラジのすけ                                                                                    |
| 20 | 20:00 LIFE IS・・・ 30 森本ケンタのハッピータイムRadio♪ 55 RCC NEWS                                                                               | 20:00 明日へのエール～ことばにのせて～ 45 うえむらちかの鯉スル企画室                                                                                  |
| 21 | 21:00 RCCラジオチャリティミュージックソン（まよなか様さま チャリティーオークション）                                                              | 21:00 松村邦洋のOH-!邦自慢 30 船井美玖と宇都宮未来のラジオ編集会議 55 RCC NEWS                                                                        |
| 22 | 21:00 RCCラジオチャリティミュージックソン（まよなか様さま チャリティーオークション）                                                              | 22:00 eSports戦の時間 30 サンスター文化の泉「ラジオで語る昭和のはなし」                                                                               |
| 23 | 21:00 RCCラジオチャリティミュージックソン（まよなか様さま チャリティーオークション）                                                              | 23:30 たむランド～夜の図書室 45 田口麻衣noみみコミ（日・夜）                                                                                          |
| 0  | 21:00 RCCラジオチャリティミュージックソン（まよなか様さま チャリティーオークション）                                                              | 0:00 Sky presernts 藤原竜也のラジオ 30 SETOUCHI STARTUPS SELECTION 45 えみんつぇる・凛ちゃんのチャリ姫ラジオ                                          |
| 1  | 1:00 RCCラジオチャリティミュージックソン（音楽夜話）                                                                                              | 1:00 K&Mのカチンコ☆ガチンコ 30 放送終了 31 放送休 |
| 2  | 1:00 RCCラジオチャリティミュージックソン（音楽夜話）                                                                                              | 1:00 K&Mのカチンコ☆ガチンコ 30 放送終了 31 放送休 |
| 3  | 3:00 SixTONESのオールナイトニッポン0～ラジオチャリティミュージックソンスペシャル～ （ニッポン放送ネット）                                         | 1:00 K&Mのカチンコ☆ガチンコ 30 放送終了 31 放送休 |
| 4  | 3:00 SixTONESのオールナイトニッポン0～ラジオチャリティミュージックソンスペシャル～ （ニッポン放送ネット）                                         | 1:00 K&Mのカチンコ☆ガチンコ 30 放送終了 31 放送休 |